# Andorras U/21-fodboldlandshold
Andorras U/21-fodboldlandshold er Andorras landshold for fodboldspillere, som er under 21 år og administreres af Federació Andorrana de Futbol (FAF).
| Fodbold | Spire Denne artikel om fodbold er en spire som bør udbygges. Du er velkommen til at hjælpe Wikipedia ved at udvide den. |